# Музей-квартира Всеволода Мейерхольда
Музей-квартира Все́волода Мейерхо́льда — мемориальный музей театрального режиссёра Всеволода Мейерхольда в Москве, открытый в 1991 году. В квартире представлены фотографии спектаклей Мейерхольда, документы, эскизы костюмов и макеты декораций. Является филиалом Театрального музея имени Бахрушина.

## История

### Основание музея
Квартира Всеволода Мейерхольда находится в доме № 12 в Брюсовом переулке. Мейерхольд с женой Зинаидой Райх и двумя её детьми от Сергея Есенина въехали в жильё в 1928 году. Квартира расположена в первом кооперативном доме для работников искусства, который назывался «Дом артистов» и был выполнен архитектором Иваном Рербергом. Соседями Мейерхольда были актёры Софья Гиацинтова, Иван Берсенев, Анатолий Кторов. В гости к режиссёру приходили поэт Владимир Маяковский, живописец Леонид Пастернак, актёр Генри Крэг, писатель Андре Мальро.
После ареста Мейерхольда в 1939 году по обвинению в контрреволюционной деятельности и убийства Зинаиды Райх квартиру разделили надвое и передали сотрудникам НКВД. В марте 1968 года на доме была установлена мемориальная доска в память Мейерхольду, выполненная скульптором Николанем Никогосяном.
В 1989 году внучка Мейерхольда Мария Валентей отправляла письма в Исполком Моссовета, Прокуратуру Москвы, КГБ СССР, ЦК КПСС с просьбой предоставить квартиру, в которой жил Мейерхольд, для организации мемориального музея. В августе 1990-го Мосгорисполком издал распоряжение о передаче квартиры Министерству культуры РСФСР для создания музея. Одна половина перешла музею безвозмездно, а оставшуюся часть музей выкупил.

### Экспозиции
Музей-квартира был открыт в 1991 году. К этому времени предметов быта хозяев не осталось. По рассказам и фотографиям удалось восстановить обстановку кабинета Мейерхольда. Для создания экспозиции Мария Валентей обратилась к Ирине Антоновой, директору Музею изобразительных искусств имени Пушкина, Александру Зиновьевичу Крейну, основателю Государственного музея имени Пушкина, к историкам и сотрудникам Бахрушинского музея. Из подлинных вещей удалось вернуть книжный шкаф из красного дерева, фотографии и чашку режиссёра, подаренную вдовой Игоря Ильинского Татьяной Алексеевной Ермеевой. Сын Петра Кончаловского Михаил Петрович подарил музею эскиз отца к портрету Мейерхольда. Художник Николай Соколов передал в квартиру написанный им портрет Мейерхольда и портрет молодого режиссёра работы Николая Ульянова. Люстра в квартире была собрана из материалов XIX века: бронзы, стекла и хрустальных подвесок. Музею также были подарены книги по истории театра и кабинетный шкафчик искусствоведа Милицы Николаевны Пожарской.
В сентябре 1997 года музей вошёл в состав Государственного театрального музея имени Алексея Бахрушина.
В 2009-м в квартире открылась экспозиция «Мейерхольд — актёр. Актёр в театре Мейерхольда». Выставка была посвящена творчеству и личной жизни режиссёра.
Новая экспозиция — это попытка приоткрыть творческую лабораторию Мастера. Мы хотим показать, как именно у Всеволода Эмильевича зарождался замысел, с первых набросков, рисунков, планов мизансцен, как развивался, как жил его спектакль вплоть до ухода со сцены. Чудом сохранившийся фонд ГосТИМа, богатейшие коллекции декорационного, рукописного, афишного и фотофондов, где представлены материалы к дореволюционным постановкам Мейерхольда позволяют во всей полноте представить его творчество.Наталья Макерова, директор музея
В апреле 2014 года, в 140-летие со дня рождения Мейерхольда, в музее открылась новая постоянная экспозиция «Мейерхольд. Рождение спектакля». На ней были представлены рукописи режиссёра, нотные партитуры, афиши, фотографии репетиций спектаклей. Также были созданы реконструкции постановок Мейерхольда — «Лес», «Ревизор», «Маскарад». Открывал выставку спектакль по рассказу Даниила Хармса «Старуха».

## События
С открытия музея в нём организуют вечера памяти, посвящённые творческим деятелям, среди которых Зинаида Райх, Павел Марков, Игорь Ильинский, Николай Эрдман. Ежегодно 2 февраля отмечается день памяти Всеволода Мейерхольда.
В музее-квартире также проводятся лекции, выставки и кинопоказы. В марте 2005 года был организован вернисаж «Дмитриев — Мейерхольд — Петербург». В открытии выставки участвовали вокалисты и артисты оркестра Большого театра. В этом же году в музее прошёл вечер из цикла «Брюсов переулок, 12. Дом артистов. Соседи Мейерхольда», который вела актриса Валентина Титова. Была организована выставка фотографии построек и проектов архитектора Ивана Рерберга, живописи Фёдора Рерберга, графики Ивана Рербера.
В 2010 году состоялся моноспектакль «Оглашенная. Читая Гоголя. Зинаиде Райх и всем актрисам Театра Мейерхольда посвящается». В 2011-м музею-квартире исполнилось 20 лет. На мероприятии был представлен фильм «Маша Мейерхольд», рассказывающий о вкладе внучки режиссёра в развитие музея.
В 2016 году в рамках «Ночи искусств» прошли чтения «Участь моя решена» по произведениям Александра Пушкина, подготовленные актёром Авангардом Леонтьевым.